# No One Can Do It Better
Albums de The D.O.C.
Helter Skelter
(1996)
Singles
1. It's Funky Enough
Sortie : 1989
2. The D.O.C. & the Doctor
Sortie : 1989
3. Mind Blowin'
Sortie : 1989
4. The Formula
Sortie : 1989

No One Can Do It Better est le premier album studio de The D.O.C., sorti le 16 juin 1989.
Plusieurs artistes y font une apparition en tant que chanteurs, comme N.W.A., ou compositeur, comme Dr. Dre.
L'album s'est classé 1er au Top R&B/Hip-Hop Albums et 20e au Billboard 200.

## Liste des titres
| No  | Titre                              | Contient un (des) sample(s) de | Durée |
| --- | ---------------------------------- | --- | ----- |
| 1.  | It's Funky Enough                  | I Wonder Why de Dion and the Belmonts It's a New Day So Let a Man Come in and Do the Popcorn de James Brown Stone to the Bone de James Brown Misdemeanor de Foster Sylvers Funky President de James Brown 8 Ball de N.W.A             | 4:29  |
| 2.  | Mind Blowin'                       | Impeach the President des Honey Drippers Synthetic Substitution de Melvin Bliss Mind Blowing Decisions de Heatwave Go See the Doctor de Kool Moe Dee                                                                                  | 3:35  |
| 3.  | Lend Me an Ear                     | The Champ des Mohawks Hook and Sling - Part I d'Eddie Bo Think (About It) de Lyn Collins I'm Gonna Get You de Sir Joe Quarterman & Free Soul Funky Music Is the Thing des Dynamic Corvettes Ain't We Funkin' Now des Brothers Johnson | 3:20  |
| 4.  | Comm. Blues (featuring Michel'le)  | | 2:22  |
| 5.  | Let the Bass Go                    | Funky Drummer de James Brown No Name Bar d'Isaac Hayes The New Style des Beastie Boys Everlasting Bass de Rodney O et Joe Cooley | 3:41  |
| 6.  | Beautiful But Deadly               | Different Strokes de Syl Johnson Cosmic Slop de Funkadelic | 5:10  |
| 7.  | The D.O.C. & the Doctor            | Good Old Music de Funkadelic Everlasting Bass de Rodney O et Joe Cooley | 4:06  |
| 8.  | No One Can Do It Better            | Change The Beat de Fab 5 Freddy et B-Side | 4:50  |
| 9.  | Whirlwind Pyramid                  | Yellow Sunshine de Yellow Sunshine Getten' to Know You de Parliament AJ Scratch de Kurtis Blow | 3:45  |
| 10. | Comm. 2 (featuring MC Ren)         | The Champ des Mohawks If You Want Me to Stay de Sly and the Family Stone | 1:20  |
| 11. | The Formula                        | Inner City Blues (Make Me Wanna Holler) de Marvin Gaye | 4:11  |
| 12. | Portrait of a Masterpiece          | Blow Your Head de Fred Wesley and The J.B.'s | 2:30  |
| 13. | The Grand Finalé (featuring N.W.A) | Chocolate City de Parliament | 4:40  |